# Dusona infesta
Dusona infesta là một loài tò vò trong họ Ichneumonidae.